# Parlament del Líban
El Parlament del Líban (àrab: مجلس النواب, Majlis an-Nuwwāb) és l'òrgan legislatiu del Líban, creat el 1926 a través de la constitució aprovada durant la República Libanesa sota mandat francès.
Els diputats que en formen part són seleccionats en eleccions directes quadriennals. Són 128 en total, dels quals la meitat correspon a cristians i l'altra meitat a musulmans i drusos. A més, el president del parlament ha de ser xiïta, el primer ministre deu ser sunnita i el cap d'Estat, maronita. Aquesta divisió segons la fe es va establir en l'Acord de Taïf, signat el 1989 per a posar fi a la Guerra civil libanesa. Segons Lina Khatib, però, ha tingut com a resultat més crispació social entre els diferents grups religiosos del país.
Una de les funcions de la cambra és l'elecció del president, que és el cap d'Estat del Líban. Per a poder nomenar-hi un candidat, aquest ha de rebre majoria absoluta en les eleccions parlamentàries, estipulada en 65 vots a favor. El 2023, després d'haver deixat el càrrec Michel Aoun, el parlament va fracassar a consensuar un nou governant fins a dotze vegades.